# Diemerzeedijk

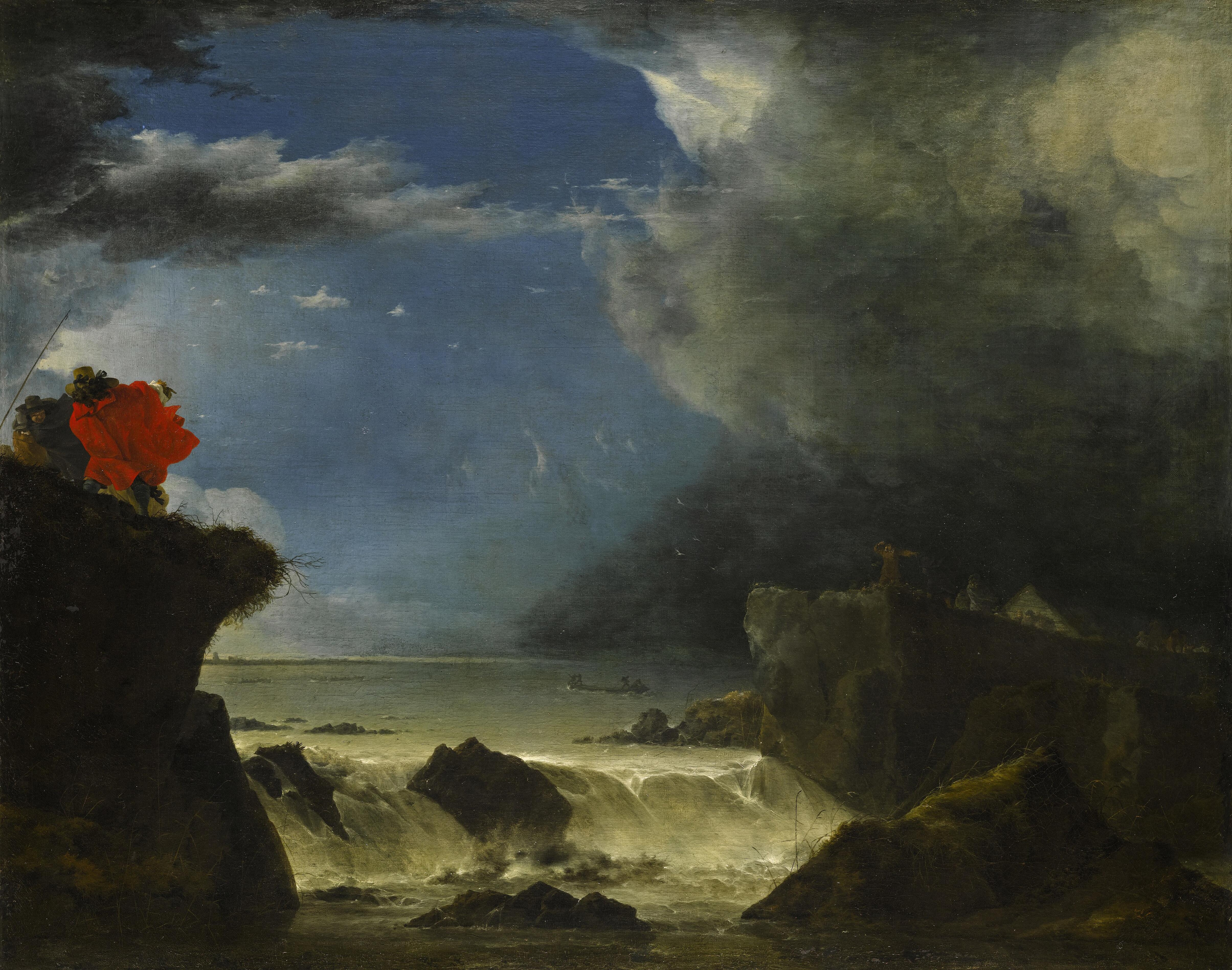
Breuk in de Sint Anthoniesdijk van 4-5 maart 1651 (Jan Asselijn, 1651)

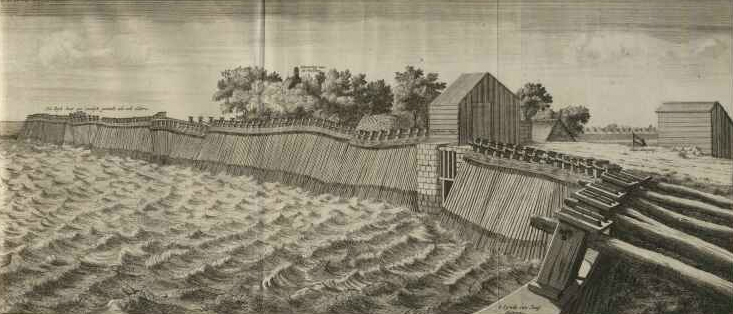
De Diemerzeedijk bij de Ipenslotersluis, toen met palendijk tegen de Zuiderzee; prent uit 1702.

De Diemerzeedijk loopt van Amsterdam tot voorbij Muiden. De dijk van klei is in de 13e eeuw aangelegd om het land tegen de Zuiderzee te beschermen.
In de dijk liggen twee uitwateringssluizen, de Ipenslotersluis (naast de Zeeburgerbrug) en de Diemerdammersluis, die voor de uitwatering van respectievelijk de Watergraafsmeer en het Nieuwe Diep, en het riviertje de Diem ingericht zijn. Nabij de Ipenslotersluis bevindt zich het Gemeenlandshuis van Diemen. Het Gemeenlandshuis en de sluis liggen buiten elkaars gezichtsveld sinds de aanleg, vanaf 1987, van de Zeeburgerbrug die als viaduct over de dijk heen gaat.

## Geschiedenis

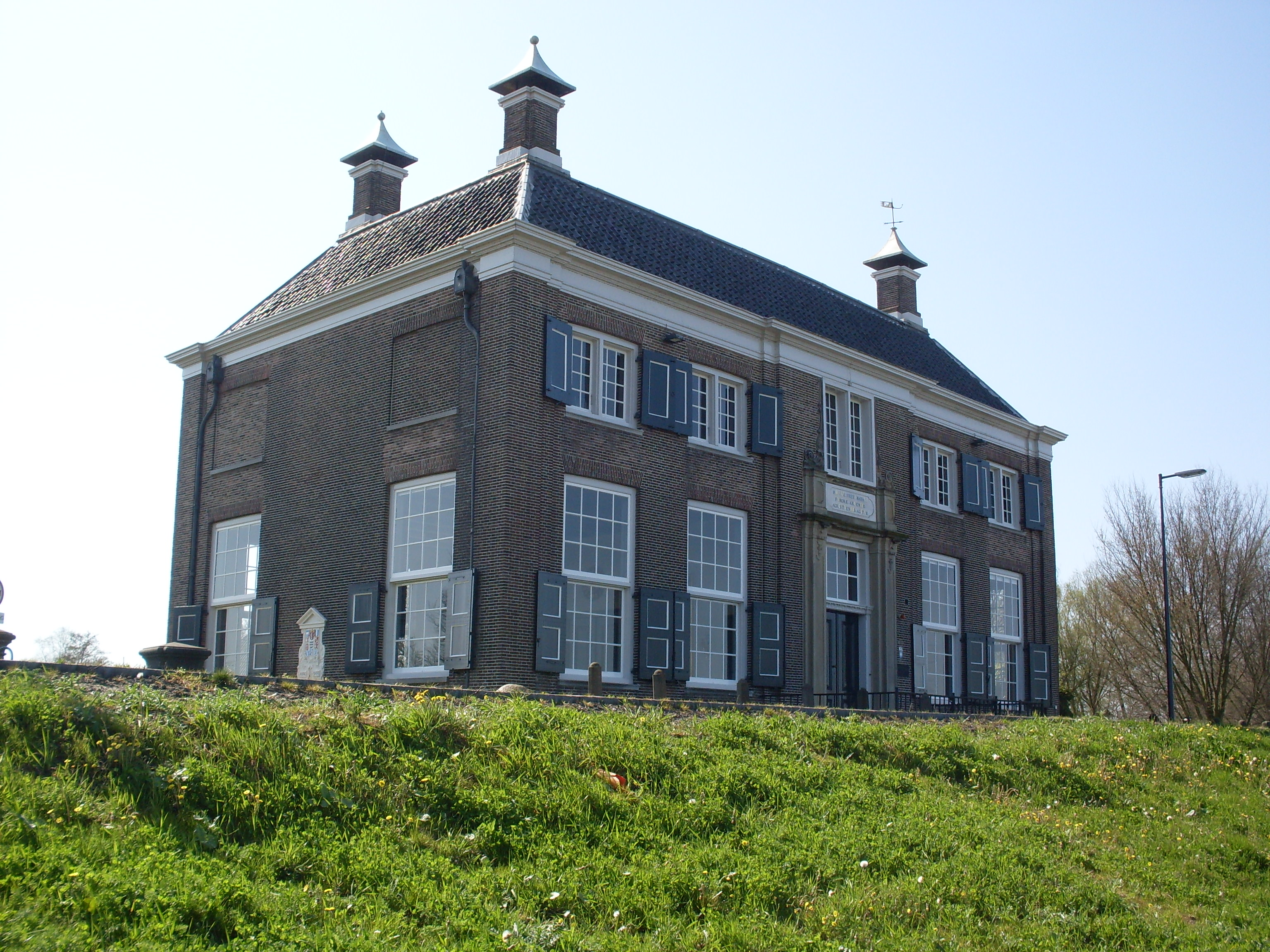
Het Gemeenlandshuis van Diemen aan de Diemerzeedijk.

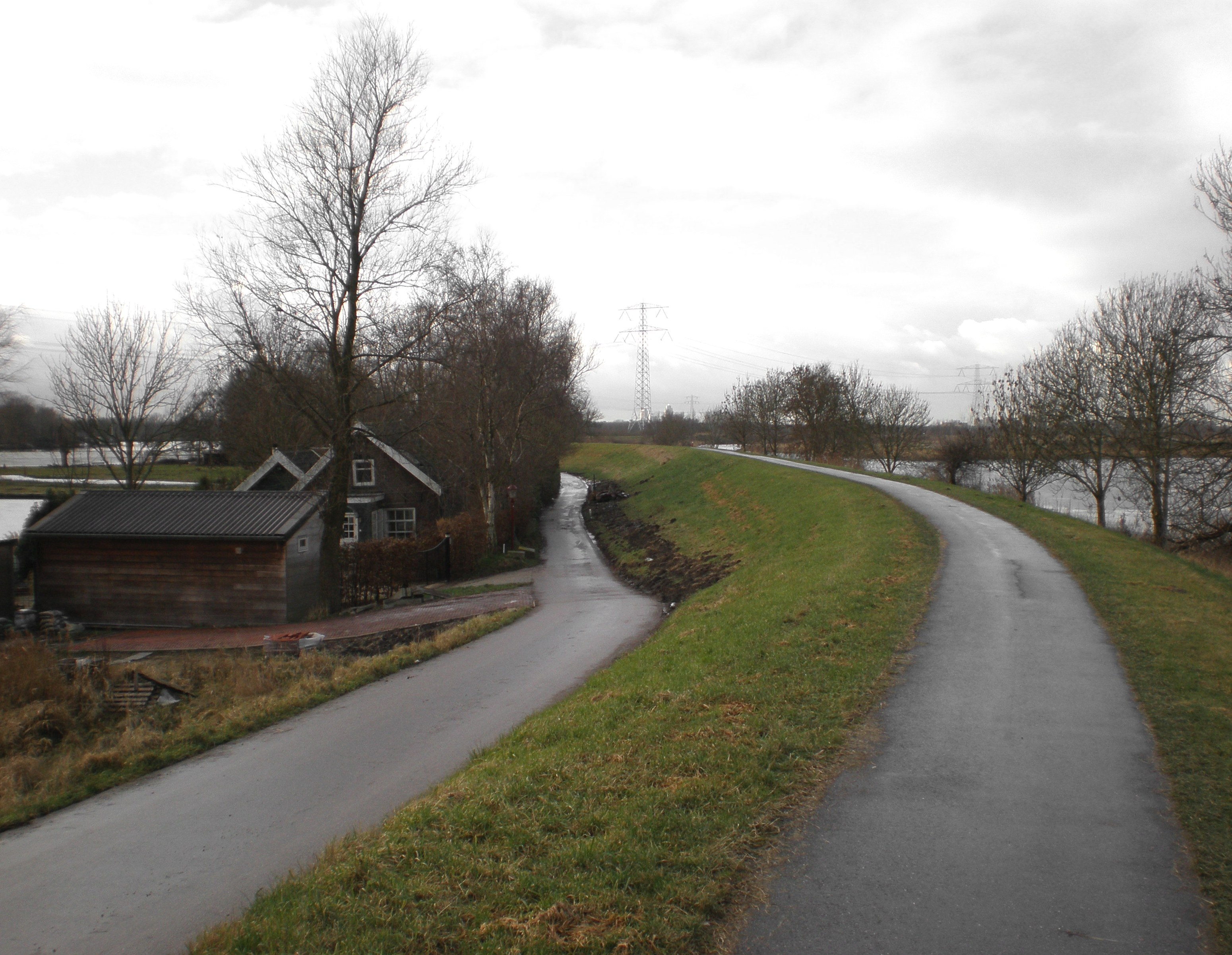
Diemerzeedijk bij Diemerdam, 2009.

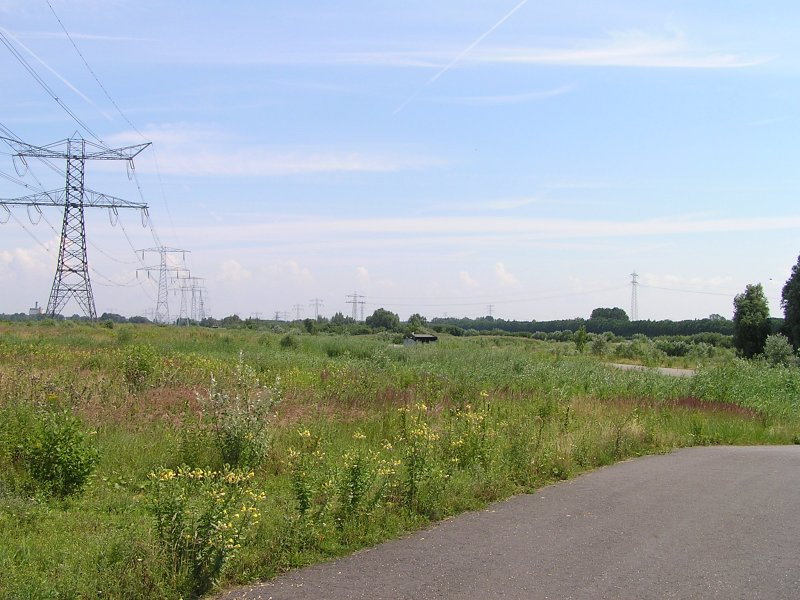
Diemerzeedijk ter hoogte van IJburg.

De Diemerzeedijk is in de loop der eeuwen diverse keren doorgebroken, waardoor het achterliggende land onder water kwam te staan. Tijdens de Sint-Pietersvloed op 4-5 maart 1651 braken de dijken ten oosten van Amsterdam. Hierdoor overstroomde de pas drooggemaakte Watergraafsmeer-polder en kwam een groot deel van Amsterdam onder water te staan.
Ook heeft de dijk een rol gespeeld in de verdediging van Amsterdam. Tijdens de Tachtigjarige Oorlog raakten de Geuzen en Spaanse troepen hier slaags, zoals tijdens de slag in 1573 rondom de schans op de Diemerdijk. Ook in 1787 werd slag geleverd aan de Diemerzeedijk, toen Pruisische troepen optrokken naar Amsterdam. Aan het einde van de 19e eeuw werd als onderdeel van de Stelling van Amsterdam het fort Diemerdam aangelegd.
Met de aanleg van het Merwedekanaal - nu het Amsterdam-Rijnkanaal - in 1892 kwam de Diemerzeedijk tamelijk geïsoleerd te liggen.
Omdat de Ipenslotersluis en de Diemerdammersluis beide niet in goede staat waren, is in 2016 begonnen met het bouwen van een nieuwe sluis op de plek van de Ipenslotersluis, met een grotere capaciteit. Toen deze klaar was werd de Diemerdammersluis gesloten met een damwand. De oude, uit 1601 daterende, sluis werd ontmanteld, waarna archeologisch onderzoek plaatsvond. Hiermee werd meer kennis verzameld over de opbouw en het dwarsprofiel van de oude Diemerzeedijk en de werkzaamheden die in 1717 hadden plaatsgevonden. Op 19 juli 2018 werd de vernieuwde sluis geopend.

### Vuilstort en sanering
De Diemerzeedijk is jarenlang door de gemeente Amsterdam gebruikt als vuilstortplaats. Vanaf 1955 was het buitendijkse gebied van de Diemerzeedijk in gebruik als afvalstortplaats en brandplaats voor chemisch afval uit de Amsterdamse haven en ver daarbuiten. Met de komst van IJburg is een saneringsplan bedacht. Het vervuilde gebied is 'ingepakt', geïsoleerd. Aan de bovenkant zijn op het afval over een dikte van zo'n twee meter verschillende deklagen aangebracht, inclusief een afsluitende laag. Op de afsluitende laag is een leeflaag aangebracht waarop kleine bomen zoals krenten, struiken en bloemen goed kunnen groeien.
Om het gebied zijn schermwanden geplaatst met een omtrek van 5 km en een diepte van 26 meter. De grondwaterstand binnen de isolatie wordt verlaagd, zodat de vervuiling zich niet naar de omgeving kan verspreiden. De schermwanden staan aan de onderkant op een reeds aanwezige dikke kleilaag en bovenop bevinden zich deklagen. De belangrijkste is een afsluitende laag van zandbentoniet waaraan een polymeer is toegevoegd. Bovenop ligt een leeflaag van minstens 80 cm dik waarop het park wordt ingericht. Er is een soort afgesloten doos ontstaan. Doordat de grondwaterstand in de doos lager is dan in de omgeving, kan vervuild water niet naar buiten lekken. Hoogstens lekt een klein beetje schoon water naar binnen.
Langs de Diemerzeedijk is nabij de nieuwbouwwijk IJburg het Diemerpark aangelegd. Dit park werd geopend in 2004.

## Nesciobrug
In 2005 werd een voetgangers- en fietsersbrug in gebruik genomen tussen Diemen en de Diemerzeedijk, die vernoemd is naar de schrijver Nescio. De Nesciobrug dankt zijn naam aan de schrijver, omdat Nescio's Titaantjes lange wandelingen maakten langs de Diemerzeedijk.